# Sophie Dedekam
Sophie Dedekam, född den 1 april 1820 i Arendal, död den 1 juni 1894 i Ottestad, var en norsk tonsättare och koralkompositör.
Dedekam finns representerad i Den svenska psalmboken 1986 med ett verk (nr 301) och i flera andra psalmböcker med ytterligare ett verk.

## Psalmer
- Hur ljuvligt det är att möta (1986 nr 301), tonsatt före 1845.
- Det finns en underbar källa